# Taylor McKenzie
Taylor McKenzie (1931 - 13 d'abril de 2007) fou el primer metge navajo (des de 1958), vicepresident de la Nació Navajo (1999–2003, sota Kelsey Begaye), i el primer Oficial Mèdic en Cap de la Nació Navajo des de 2006.

## Biografia
Nasqué en una família tradicional de la reserva Navajo dins els clans Kinlichii'ni (Casa Vermella) i Aigua Fosca. El 1950 es graduà en l'Escola Secundària de la Missió Metodista Navajo. Després estudià medicina a Wheaton College (Illinois), i després a la Universitat de Baylor, on el 1958 va rebre el títol de doctor en medicina, el primer navajo que va obtenir aquest grau. De 1958 a 1963 va practicar la medicina a l'Hospital General de Pontiac (Michigan), i després va tornar a la seva reserva, on va passar 30 anys treballant al sector sanitari públic proporcionant assistència a les persones en navaho, el que contribuí a millorar la salut de més d'un quart de milió de persones de la Nació Navajo.
Aleshores pocs amerindis havien estudiat medicina (Carlos Montezuma, Charles Alexander Eastman, Annie Wauneka), i McKenzie va ser un dels pioners de la medicina moderna entre els amerindis dels Estats Units. Fou actiu en els esforços per millorar les condicions de vida dels nadius; el seu testimoni davant del Congrés dels Estats Units va cridar l'atenció sobre els greus efectes socials de la radiació sobre els navajos que treballen en condicions perilloses en les mines locals d'urani; i els seus esforços també van contribuir a la construcció de noves clíniques en la reserva i d'introduir modificacions positives a la Llei per millorar l'atenció de salut per indígenes.
A les eleccions de 1978 va ser tercer candidat a President de la tribu. Els següents tres anys va treballar a temps parcial a la clínica ameríndia de Gallup Centre Mèdic. El 1998 va participar en les eleccions per a vicepresident de la Nació Navajo i va servir un terme (1999 - 2003) durant el mandat de Kelsey Begaye. El 2005, va ser director de l'Hospital Memorial de Sage a Window Rock (Arizona) i en 2006 es va convertir en el primer Metge Nacional de la història de la tribu (assessor del Consell d'Afers Tribals de la Nació Navajo a la Facultat de Medicina). Va ocupar aquest càrrec fins a la seva mort. Va morir el 13 d'abril de 2007 a l'hospital d'Albuquerque (Nou Mèxic). Fou el fundador de l'Associació de Metges Amerindis.